# Euthynnus
Euthynnus ist eine mit den Thunfischen (Thunnus) nah verwandte Gattung von Meeresfischen, die weltweit in tropischen und subtropischen Meeren vorkommt.

## Merkmale
Euthynnus-Arten werden 80 cm bis einen Meter lang und haben einen kräftigen, spindelförmigen Körper mit zugespitztem Kopf und endständigem Maul. Die Zähne sind klein, konisch und stehen in jedem Kiefer in einer Reihe (25 bis 35 pro Reihe). Auch der Gaumen ist bezahnt. Der erste Kiemenbogen trägt 29 bis 45 Kiemenrechen und 28 bis 32 Pharyngealzähne. Bis auf ein schuppiges Korsett auf dem Vorderkörper und eine Schuppenreihe entlang der Seitenlinie sind die Fische unbeschuppt. Die beiden Rückenflossen sind nur durch eine schmale Lücke getrennt, die nicht größer als der Augendurchmesser ist. Die erste wird von 10 bis 15 Flossenstacheln gestützt, von denen die ersten sehr viel höher als die letzten sind, so dass der Oberrand der Flosse konkav ist. Die zweite Rückenflosse ist niedriger als die erste. Zwischen der zweiten Rückenflosse und der Schwanzflosse stehen 8 bis 10 Flössel. Die Afterflosse hat 11 bis 15 Flossenstrahlen. Zwischen ihr und der Schwanzflosse finden sich 6 bis 8 Flössel. Die Brustflossen sind kurz, reichen niemals bis zum Zwischenraum zwischen den beiden Rückenflossen und haben 25 bis 29 Flossenstrahlen. Der Schwanzstiel ist schlank und hat an jeder Seite zur Stabilisierung einen kräftigen, knöchernen Seitenkiel zwischen zwei kleineren Kielen. Eine Schwimmblase fehlt. Die Zahl der Wirbel liegt bei 37 bis 39.
Euthynnus-Arten haben einen dunklen schwarzblauen oder eine irisierend grünen (E. affinis) Rücken der hinter der Mitte der ersten Rückenflosse zusätzlich mit einem komplizierten Streifenmuster gezeichnet ist. Die Körperseiten und der Bauch sind silbrig und ohne dunkle Längsstreifen. Zwischen Brust- und Bauchflossen liegen einige charakteristische dunkle Punkte, die nicht immer deutlich zu sehen sind.

## Lebensweise
Die Euthynnus-Arten leben küstennah, das Verbreitungsgebiet der drei Arten überschneidet sich nicht. Sie sind nur selten in Gebieten zu finden, deren Oberflächentemperatur unterhalb von 20 bis 23 °C liegt, und sie laichen bei hohen Wassertemperaturen. Euthynnus sind opportunistische Raubfische, die sich von Fischen, pelagischen Krebstieren, Kopffüßern und Salpen ernähren. Sie bilden zusammen mit anderen Thun- und Makrelenartigen gemischte Schwärme gleich großer Tiere. Zu bestimmten Jahreszeiten zerstreuen sich die Schwärme allerdings. Euthynnus-Arten selber werden von großen Thunfischen, Schwertfischartigen und Haien gejagt.

## Arten
Es gibt drei Arten:
- Pazifische Thonine (Euthynnus affinis (Cantor, 1849))
- Thonine (Euthynnus alletteratus (Rafinesque, 1810))
- Schwarzer Skipjack (Euthynnus lineatus Kishinouye, 1920)

## Fischerei
Von allen drei Arten ist besonders Euthynnus affinis wichtig für die Fischerei und wird in Südostasien in großen Mengen mit Langleinen, Ringwaden und Treibnetzen gefangen.